# Pipin iz Heristala
Pipin II. od Heristala, poznatiji kao Pipin Heristalski, Pipin iz Heristala ili Pipin Srednji, bio je majordom Austrazije i de facto vladar Franačkog Kraljevstva 687.-714.
Godine 679. Pippin Srednji postaje majordom (upravitelj dvora Franačkog Kraljevstva) Austrazije. Nakon smrti burgundijskog majordoma, za prevlast se u kraljevstvu bore majordomi Austrazije i Neustrije. Godine 687. u bitci kod Tertrya na rijeci Sommi vojska Pipina Srednjeg pobijeđuje snage majordoma od Neustrije, čime Pipin postaje jedini majordom u Franačkom Kraljevstvu. Obitelj Karolinga postaje najmoćnija u kraljevstvu, dok obitelj Merovinga ostaje bez stvarne vlasti.
Godine 680. Pipin dobiva nezakonitog sina Karla, koji će kasnije dobiti nadimak Martel.
Godine 714. ubijen jedini preživjeli Pipinov zakoniti sin, a nekoliko mjeseci nakon toga umire i Pipin. Iza njega ostaju tri maloljetna unuka i udovica Plektrude.   